# Dictyna cebolla
Dictyna cebolla är en spindelart som beskrevs av Ivie 1947. Dictyna cebolla ingår i släktet Dictyna och familjen kardarspindlar. Inga underarter finns listade i Catalogue of Life.